# Ballon d'or 1963
Navigation
Édition précédente Édition suivante
Le Ballon d'or 1963 récompensant le meilleur footballeur européen évoluant en Europe a été attribué le 17 décembre 1963 au Soviétique Lev Yachine.
Il s'agit de la 8e édition de ce trophée mis en place par le magazine français France Football qui publia le vote dans le numéro 927. Vingt-et-un journalistes (un par nation) ont pris part au vote (Allemagne de l'Ouest, Angleterre, Autriche, Belgique, Bulgarie, Danemark, Espagne, France, Grèce, Hongrie, Italie, Luxembourg, Pays-Bas, Pologne, Portugal, Suède, Suisse, Tchécoslovaquie, Turquie, Union soviétique et Yougoslavie), avec un vote par nation.
Le titre est remporté par le Soviétique Lev Yachine, succédant au Tchécoslovaque Josef Masopust.
Il devient le premier joueur soviétique (en réalité russe) et le premier gardien de but à remporter le trophée.

## Classement complet
| Rang | Nom                     | Club                       | Nationalité          | Points |
| 1    | Lev Yachine             | Dynamo Moscou              | Union soviétique     | 73     |
| 2    | Gianni Rivera           | AC Milan                   | Italie               | 56     |
| 3    | Jimmy Greaves           | Tottenham                  | Angleterre           | 51     |
| 4    | Denis Law               | Manchester United          | Écosse               | 45     |
| 5    | Eusébio                 | Benfica                    | Portugal             | 19     |
| 6    | Karl-Heinz Schnellinger | 1. FC Cologne / Mantoue FC | Allemagne de l'Ouest | 16     |
| 7    | Uwe Seeler              | Hambourg SV                | Allemagne de l'Ouest | 9      |
| 8    | Luis Suárez             | Inter Milan                | Espagne              | 5      |
| 8    | Giovanni Trapattoni     | AC Milan                   | Italie               | 5      |
| 8    | Bobby Charlton          | Manchester United          | Angleterre           | 5      |
| 11   | José Altafini           | AC Milan                   | Italie               | 4      |
| 12   | Paul Van Himst          | Anderlecht                 | Belgique             | 3      |
| 12   | Omar Sívori             | Juventus                   | Italie               | 3      |
| 12   | Josef Masopust          | Dukla Prague               | Tchécoslovaquie      | 3      |
| 12   | Flórián Albert          | Ferencváros                | Hongrie              | 3      |
| 12   | Harry Bild              | IFK Norrköping             | Suède                | 3      |
| 17   | Robert Herbin           | AS Saint-Étienne           | France               | 2      |
| 17   | Cesare Maldini          | AC Milan                   | Italie               | 2      |
| 17   | Károly Sándor           | MTK Budapest               | Hongrie              | 2      |
| 17   | Armand Jurion           | Anderlecht                 | Belgique             | 2      |
| 21   | Manfred Kaiser          | Wismut Aue                 | Allemagne de l'Est   | 1      |
| 21   | Åke Johansson           | IFK Norrköping             | Suède                | 1      |
| 21   | Metin Oktay             | Galatasaray                | Turquie              | 1      |
| 21   | Svatopluk Pluskal       | Dukla Prague               | Tchécoslovaquie      | 1      |
| 21   | Mário Coluna            | Benfica                    | Portugal             | 1      |